# Zbigniew Czerwiński (1922–2020)
Zbigniew Jan Czerwiński (ur. 10 czerwca 1922 w Przemyślu, zm. 14 września 2020 w Warszawie) – wojskowy polski, generał brygady Wojska Polskiego.

## Życiorys
W 1938 zdał tzw. małą maturę w gimnazjum w Przemyślu i odbył roczną praktykę w Zakładzie H. Cegielskiego. W czasie wojny pracował początkowo jako robotnik magazynowy i ślusarz w fabryce metalowej, a następnie jako ślusarz-tokarz w warsztatach kolejowych parowozowni w Przemyślu. Podjął również naukę w liceum matematyczno-fizycznym. W styczniu 1945 został powołany do służby w ludowym Wojsku Polskim. We wrześniu 1945 ukończył Oficerską Szkołę Piechoty nr 3 w Inowrocławiu i został promowany na stopień podporucznika w korpusie oficerów piechoty. Następnie służył w 13 Dywizji Piechoty jako dowódca kompanii moździerzy w 44 pułku piechoty w Tarnowskich Górach. Od stycznia 1946 służył na stanowisku dowódcy kompanii moździerzy, a potem adiutanta 10 Pułku Piechoty 4 Dywizji Piechoty. W 1947 zdał maturę w liceum matematyczno-przyrodniczym w Ostrowie Wielkopolskim.
Po ukończeniu kursu oficerów sztabów w Wyższej Szkole Piechoty w Rembertowie (1948–1949) był oficerem operacyjnym 12 Pułku Piechoty w Pleszewie, a następnie szefem sztabu tego pułku, który został w międzyczasie przeniesiony do Gorzowa Wielkopolskiego. W październiku 1952 został dowódcą 13 Pułku Piechoty w Ciborzu koło Świebodzina (w strukturze 4 Dywizji Piechoty w Krośnie Odrzańskim). W latach 1953–1954 był szefem sztabu 4 Dywizji Piechoty w Krośnie Odrzańskim. Od sierpnia 1954 przebywał na Wyższym Kursie Akademickim w Akademii Sztabu Generalnego WP, który ukończył w sierpniu 1955. W kolejnych latach służył w sztabie Śląskiego Okręgu Wojskowego jako szef Wydziału w Oddziale Operacyjnym (do 1959). W latach 1959–1961 studiował w Wojskowej Akademii Sztabu Generalnego Sił Zbrojnych ZSRR im. K. Woroszyłowa w Moskwie. Po powrocie do kraju został zastępcą szefa Oddziału Operacyjnego w Zarządzie Operacyjnym Sztabu Generalnym WP, a następnie szefem Zespołu w Sztabie Planowania Rozwoju Obronnego Kraju.
Od października 1968 do kwietnia 1972 był szefem Gabinetu Ministra Obrony Narodowej gen. Wojciecha Jaruzelskiego. Następnie objąf funkcję szefa Zarządu Organizacyjnego Sztabu Generalnego WP (1972–1975). W 1973 ukończył dwumiesięczny Wyższy Akademicki Kurs Operacyjno-Strategiczny przy Wojskowej Akademii Sztabu Generalnego Sił Zbrojnych ZSRR im. K. Woroszyłowa w Moskwie. 29 września 1973 na mocy uchwały Rady Państwa PRL otrzymał awans na stopień generała brygady. Nominację otrzymał w Belwederze z rąk przewodniczącego Rady Państwa prof. Henryka Jabłońskiego.
Od grudnia 1975 był ministrem pełnomocnym – szefem Polskiej Misji Wojskowej w Komisji Nadzorczej Państw Neutralnych w Korei. Od marca 1977 do października 1987 był szefem Katedry Obrony Terytorium Kraju w Akademii Sztabu Generalnego WP (1977–1987). W październiku 1987 został pożegnany przez ministra obrony narodowej, gen. armii Floriana Siwickiego i przeniesiony w stan spoczynku w związku z osiągnięciem wieku emerytalnego.
Żył 98 lat. Został pochowany na cmentarzu komunalnym Północnym w Warszawie.

## Awanse
W trakcie wieloletniej służby w ludowym Wojsku Polskim otrzymywał awanse na kolejne stopnie wojskowe:
- podporucznik – 1945
- porucznik – 1946
- kapitan – b.d.
- major – 1952
- podpułkownik – 1956
- pułkownik – 1961
- generał brygady – 1973

## Życie prywatne
Był synem Rudolfa, maszynisty kolejowego i Stanisławy z domu Kubas. Mieszkał w Warszawie. Od 1948 żonaty z Bożeną Czerwińską (1929-2014), dwie córki. Jego brat Adam (1923-2006) po ukończeniu we wrześniu 1945 Oficerskiej Szkoły Piechoty nr 3 w stopniu podporucznika, dowodził plutonem i kompanią piechoty w 44 pułku piechoty (13 Dywizja Piechoty) w Tarnowskich Górach, potem na tym stanowisku służył w 60 pułku piechoty (16 Dywizja Piechoty) w Gdańsku-Wrzeszczu i awansował na stopień porucznika. Służbę w WP zakończył w 1947 i przeszedł do rezerwy, w której później awansował na stopień kapitana.

## Odznaczenia i wyróżnienia
- Krzyż Komandorski Orderu Odrodzenia Polski (1971)
- Krzyż Kawalerski Orderu Odrodzenia Polski (1967)
- Order Sztandaru Pracy II klasy (1983)
- Srebrny Medal „Zasłużonym na Polu Chwały” (1970)
- Medal 10-lecia Polski Ludowej
- Medal 30-lecia Polski Ludowej
- Medal 40-lecia Polski Ludowej
- Medal Komisji Edukacji Narodowej (1982)
- Złoty Medal Siły Zbrojne w Służbie Ojczyzny (1968)
- Srebrny Medal Siły Zbrojne w Służbie Ojczyzny
- Brązowy Medal Siły Zbrojne w Służbie Ojczyzny
- Złoty Medal Za Zasługi dla Obronności Kraju (1973)
- Srebrny Medal „Za zasługi dla obronności kraju”
- Brązowy Medal „Za zasługi dla obronności kraju”
- Odznaka „Zasłużony dla Śląskiego Okręgu Wojskowego” (1970)
- Medal za Długoletnie Pożycie Małżeńskie (1998)
- Medal "Za długoletnią, ofiarną służbę" (nadany przez ministra obrony narodowej, 1987)
- Medal 25-lecia Bułgarskiej Armii Ludowej (Bułgaria, 1969)[5]
- Order Czerwonego Sztandaru (Czechosłowacja, 1971)[6]
- inne odznaczenia polskie i zagraniczne